# Benedetto Cairoli
Benedetto Cairoli (Pavia, 28 de Janeiro de 1825 – Capodimonte, 8 de Agosto de 1889) foi um político italiano. Ocupou o cargo de primeiro-ministro da Itália.